# Santo Varão
Santo Varão es una freguesia portuguesa del concelho de Montemor-o-Velho, con 11,87 km² de superficie y 1.502 habitantes (2001). Su densidad de población es de 126,5 hab/km².